# Othman Jerandi
Othman Jerandi ( árabe : عثمان الجرندي), también escrito Othman Jarandi, (Hammam Lif, 1951), es un diplomático tunecino que desde septiembre de 2020 hasta febrero de 2023 ocupó el cargo de Ministro de Asuntos Exteriores, Migración y Tunecinos en el extranjero; primero en el gabinete de Hichem Mechichi y en octubre de 2021 en el gabinete de Najla Bouden. En 2020 fue asesor del presidente Kaïs Saied para asuntos diplomáticos. 

## Biografía
Licenciado en comunicación, comenzó su carrera en 1979, en el gobierno del primer ministro Hédi Nouira. En 1981, fue nombrado primer secretario de la Embajada de Túnez en Kuwait, cargo que ocupó hasta 1988, antes de regresar a Túnez para convertirse en asesor del gabinete del Ministro de Relaciones Exteriores. Entre 1990 y 1994 se trasladó a Nueva York donde ocupó el cargo de asesor de la misión permanente de Túnez ante las Naciones Unidas (ONU). Luego se convirtió en embajador de Túnez en Lagos, acreditado en Nigeria, Ghana, Sierra Leona y Liberia.
En 1998, ocupó el cargo de Director de Asuntos Políticos, Asuntos Económicos y Cooperación con África en la Unión Africana, cargo que ocupó durante dos años antes de convertirse en Representante Permanente Adjunto de Túnez ante la ONU, hasta 2002. Es elegido dos veces presidente de la Comisión de la Condición Jurídica y Social de la Mujer.
De 2002 a 2005, fue embajador de Túnez en Corea del Sur y luego regresó a Túnez donde ocupó el cargo de director general de conferencias y organizaciones regionales, antes de convertirse, en 2008, en funcionario de la oficina del Ministro de Relaciones Exteriores, entonces embajador en Jordania en septiembre de 2010. Desde agosto de 2011, ocupó el cargo de representante permanente de Túnez ante la ONU.

### Ministro de Relaciones Exteriores

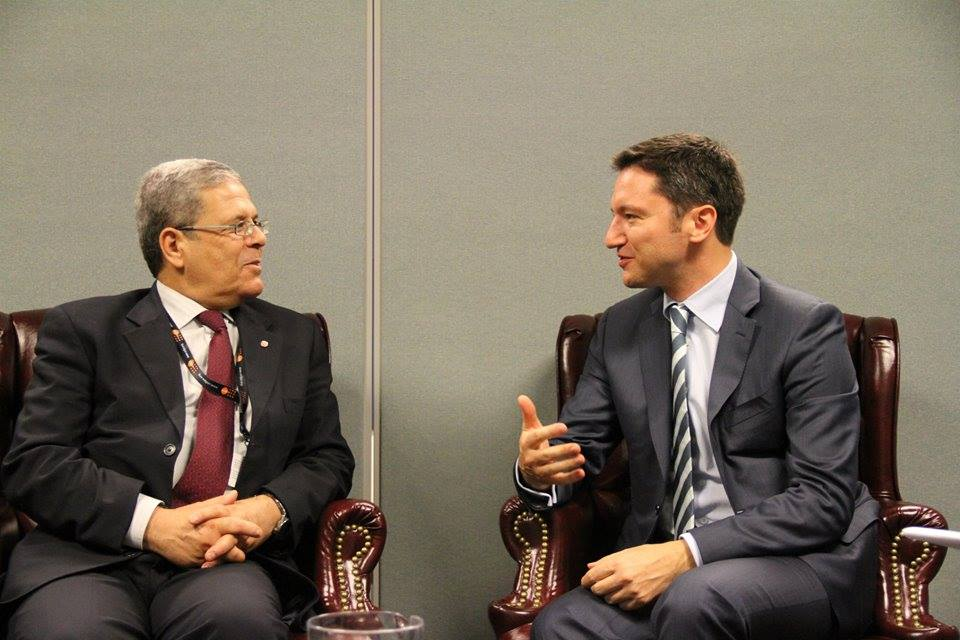
Othman Jerandi con su homólogo búlgaro Kristian Viguenin en 2013.

Después de que Hamadi Jebali no logra formar un nuevo gobierno tecnocrata tras el asesinato de Chokri Belaïd, Ali Larayedh tuvo el encargo de formar uno nuevo. Othman Jerandi fue nombrado oficialmente Ministro de Relaciones Exteriores el 8 de marzo de 2013, tras el anuncio de la lista definitiva de miembros del gobierno en el Palacio presidencial de Cartago. Fue investido el 13 de marzo, sucediendo a Rafik Abdessalem. Fue nombrada también la Secretaria de Estado para Asuntos Africanos y Árabes, Leïla Bahria.
Su nombre aparece en la lista de ministros propuesta por Hichem Mechichi, el 24 de agosto de 2020 para retomar el cargo de titular del ministerio, que asume el 2 de septiembre. El 7 de febrero de 2023, la Presidencia de la República anunció su destitución y su reemplazo por Nabil Ammar.

### Primer consejero de la presidencia de la República
En 2020, fue nombrado primer asesor del presidente de la República, Kaïs Saïed, a cargo de los asuntos diplomáticos.